# Kostel svatého Petra a Pavla (Rudíkov)
Kostel svatého Petra a Pavla je farní kostel římskokatolické farnosti Rudíkov. Kostel se nachází v Rudíkově v centru obce na vyvýšeném místě nedaleko obecního úřadu. Kostel stojí snad na místě původního dřevěného kostela z doby kolem roku 1236, ten snad měl náležet klášteru v Oslavanech. Současný kostel byl postaven pravděpodobně před rokem 1470. Kostel je jednolodní stavbou s jedním hlavním oltářem a dvěma bočními oltáři.

## Historie
Původní kostel existoval již ve 13. století, tehdy zřejmě dřevěný. V roce 1413 patřil kostel přímo pod klášter v Oslavanech, v roce 1436 pak byl kostel vzat pod papežskou ochranu. Později snad byl zbořen a na jeho místě byla postavena gotická stavba ve velikosti menší, než je stavba kostela v současné podobě. Mezi lety 1470 a 1520 byl kostel přestavěn a k přesbytáři byla přistavěna loď široká přibližně 7 metrů a také masivní věž na západní straně budovy. Od roku 1609 v kostele trvale působili katoličtí kněží. Přibližně kolem roku 1662 kostel vyhořel, dle Gregora Wolného byly součástí kostela v tu dobu dva boční nepoužívané oltáře, jeden hlavní oltář a v kostele nebyla zpovědnice a kostel také nebyl konsekrovaný. Součástí byla věž, na které byly pověšeny tři zvony (první zasvěcený Nejsvětější Trojici, Panně Marii, svatému Petrovi a svatému Pavlovi, druhý byl zasvěcen svatému Ignáci a svatému Františkovi Xaverskému a třetí byl zasvěcen svatému Jiří, součástí byl i malý zvon, tzv. umíráček). Kostel poté vyhořel i v roce 1721, kdy měla vyhořet i sousední budova fary, kostel také přestal svojí kapacitou dostačovat obci a tak v roce 1801 byla dosavadní stavba zbourána a zůstala pouze kostelní věž a presbytář a byla vystavěna nová kostelní loď s prostornou kruchtou kolem obvodu kostela.
V roce 1835 pak byly opraveny varhany a také k nim byl přistavěn pedálový rejstřík a provedena oprava šindelové střechy a trámů, v roce 1846 pak došlo i k opravám dlažby kostela, z cihelné dlažby byla převedena na dlažbu kamennou a o dva roky později byly zakoupeny nové varhany. Další velké opravy kostela nastaly v roce 1861, kdy byla instalována nová okna do budovy kostela a okenice do sakristie, byla obnovena dlažba, opravena střecha věže i kostela a také byl opraven kříž na vrcholu věže. Dne 20. října téhož roku byl také Františkem Seifertem posvěcen nový železný kříž před kostelem.
V roce 1874 pak byla položena nová dlažba v budově kostela a v sakristii, v roce 1880 pak byly opět opraveny krovy a v roce 1889 byla změněna krytina dlažby z kamenné na cementovou a v roce 1892 byla pořízena zpovědnice. V roce 1897 došlo k výměně střešní krytiny věže z šindelové na železnou a opět byla vyměněna okna.
V roce 1902 pak byl přestavěn hlavní oltář a také boční oltáře, byly pak zasvěceny Panně Marii Lurdské a svatému Josefu a o rok později došlo k výměně šindelové střechy kostela za železnou a také byl vytvořen nový vstup do kostela přes věž. O další rok později byl železný kříž z roku 1861 zaměněn za kamenný kříž, který pak byl vysvěcen brněnským biskupem František Bauer. Během první světové války pak v roce 1917 byly zabaveny dva zvony a cínové píšťaly a byly zrekvírovány. Varhany pak byly opraveny až v roce 1925, stejně tak byly zakoupeny tentýž rok nové zvony. Ty posvětil brněnský biskup Josef Kupka, byly celkem zakoupeny tři zvony, první byl zasvěcen Panně Marii, druhý byl zasvěcen svatému Janu Sarkanderovi a poslední byl malý zvon tzv. umíráček. V roce 1930 pak byl kostel opět opraven, byly opraveny fasády kostela a nátěry oken a dveří, stejně tak byly opraveny vnitřní výmalby a bylo instalováno elektrické osvětlení. Také došlo k rekonstrukcím a čištění oltářů, soch a také obrazů. Za druhé světové války byly v roce 1942 zrekvírovány zvony, zvony se pak vrátily až v roce 1970, kdy v roce 1975 pak bylo instalováno elektrické ovládání zvonů. Po válce byl kostel opět rekonstruován v roce 1948 (byly opět obnoveny venkovní omítky a v roce 1951 pak byly opraveny i nátěry střech kostela a také vnitřní výmalby). Posléze pak byly opraveny opět také varhany a v roce 1957 proběhla generální oprava fasády kostela a posléze také nátěry střechy.
V roce 1965 byl osazen nový kříž na špici věže. Mezi lety 1979 a 1980 opět došlo k opravám fasády, tentokrát však věže a také byla vyměněna okna, později opět byly rekonstruovány nátěry plechové střechy a v roce 1996 pak bylo instalováno reproduktorové zařízení. V roce 1999 pak byly opraveny varhany a v roce 2001 byly dostavěny toalety. V roce 2018 byla opravena báň kostelní věže a roku 2021 byla rekonstruována kompletní střecha kostela.

## Galerie

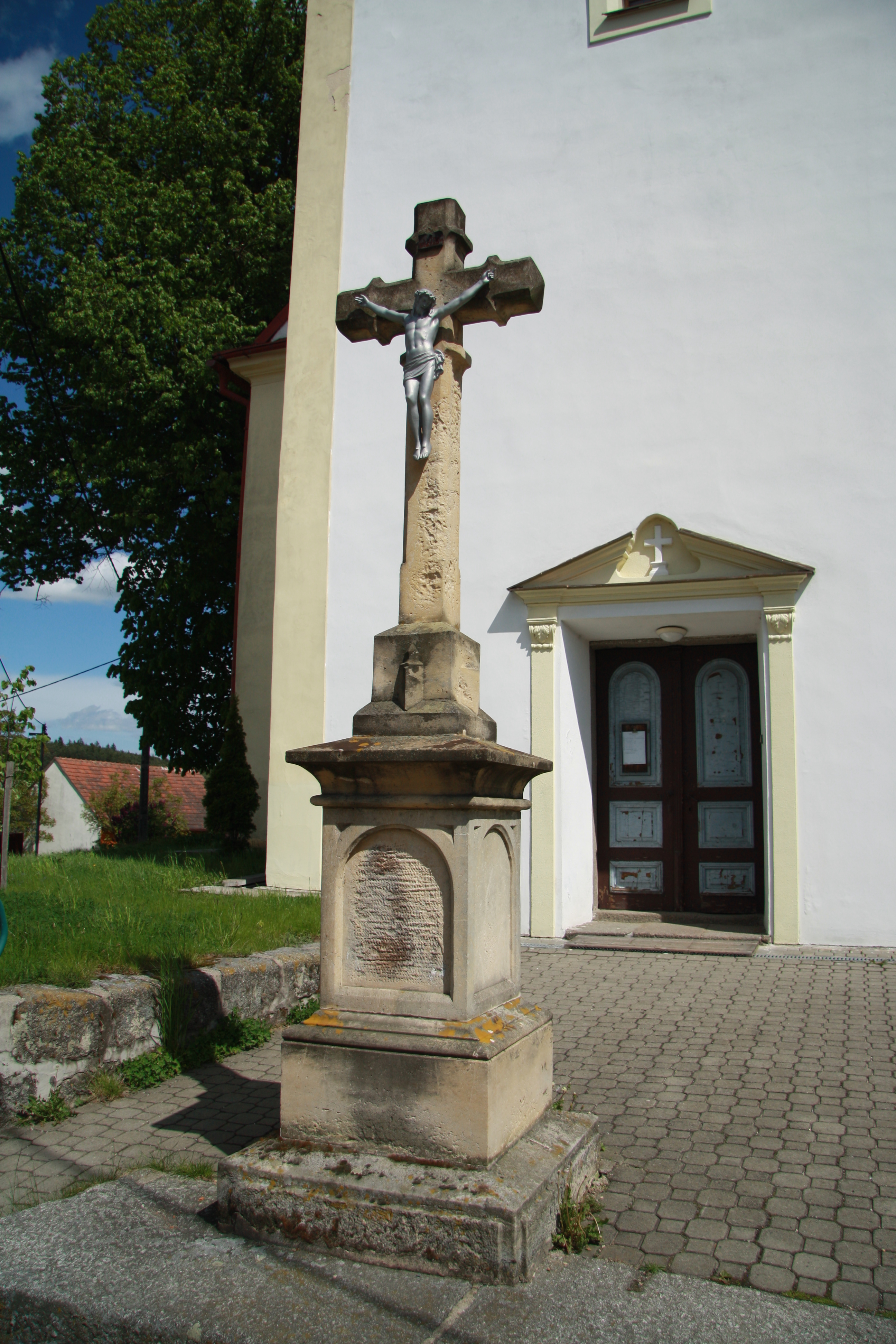
Kříž před kostelem
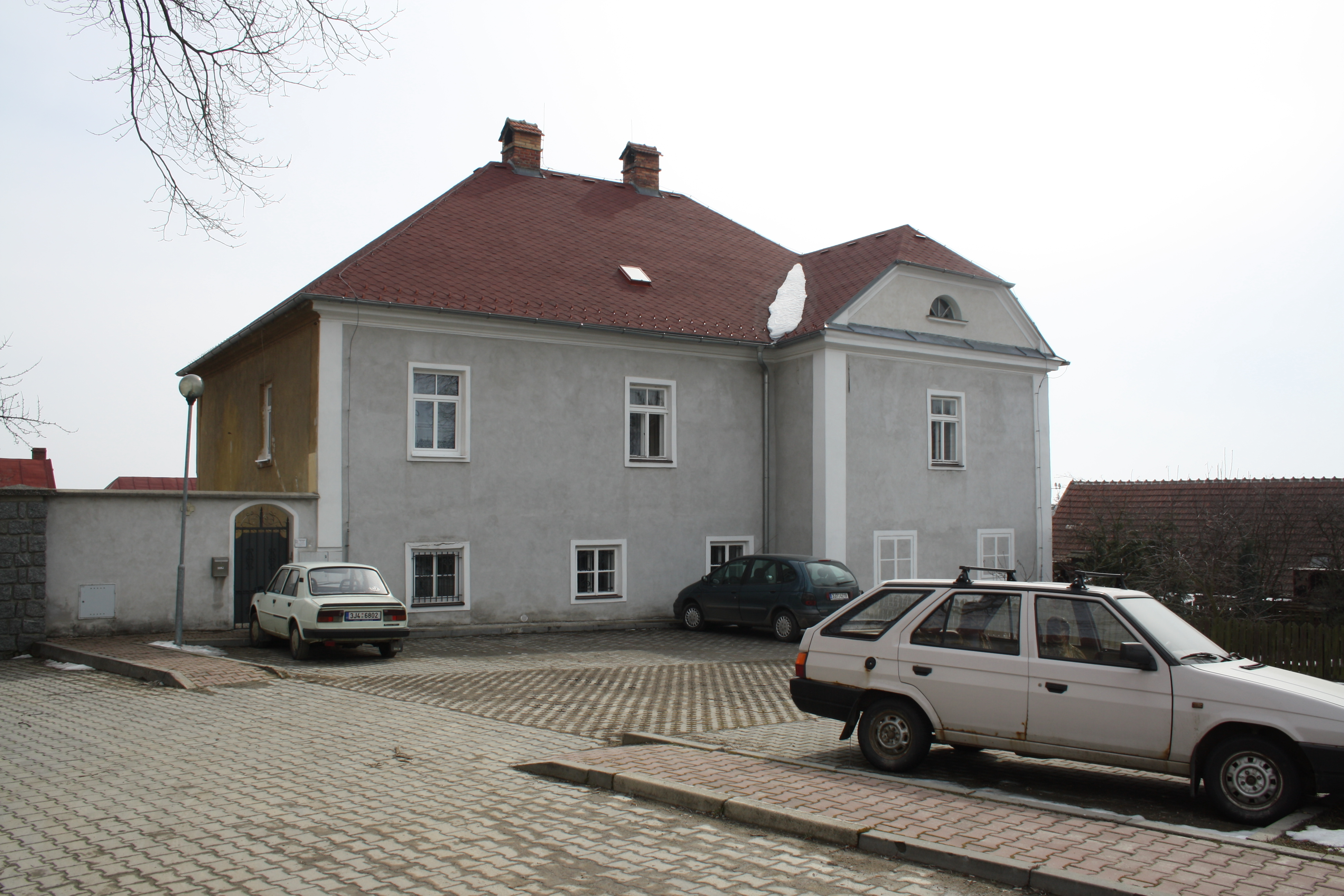
Fara
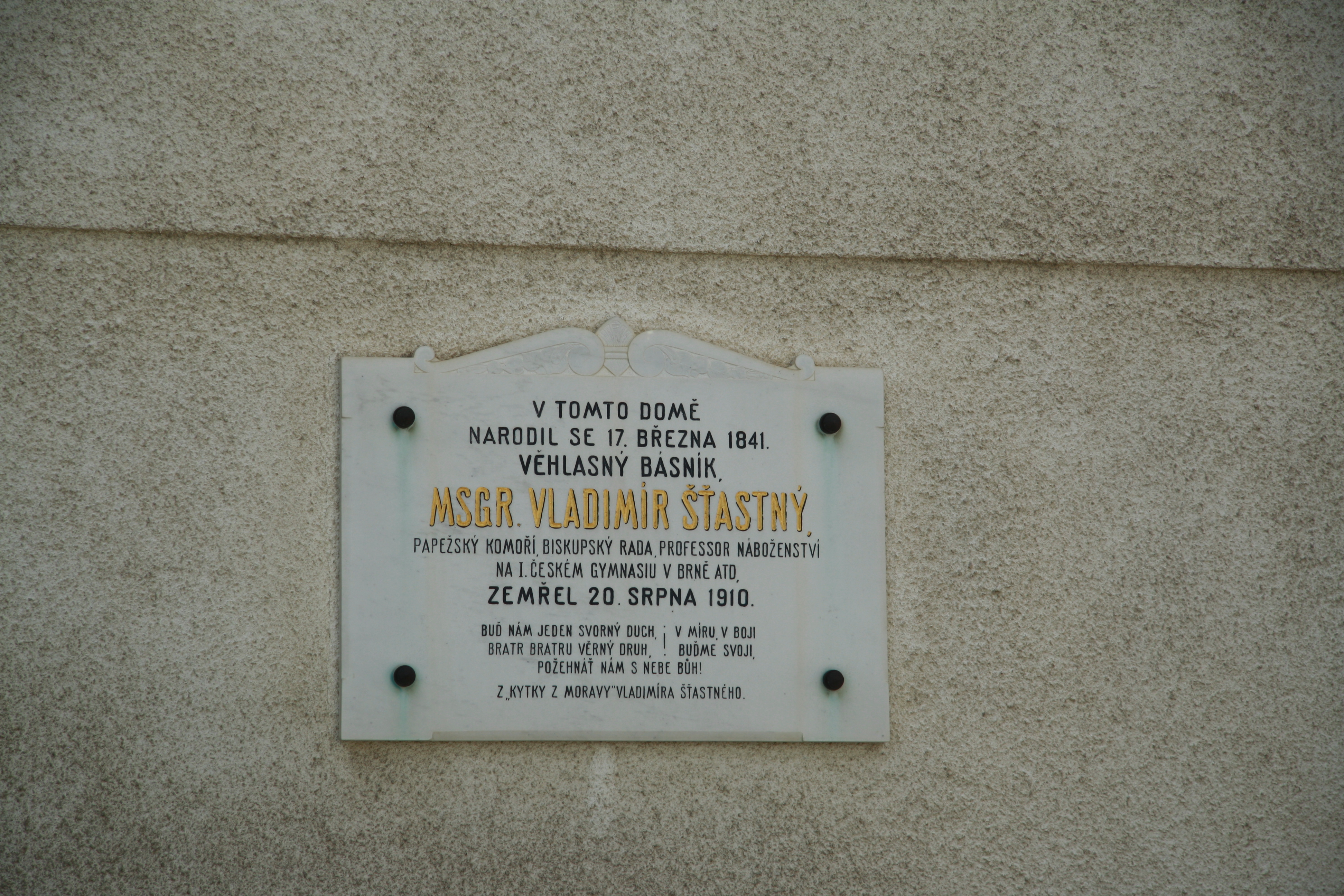
Pamětní deska zdejšího rodáka, kněze a spisovatele Vladimíra Šťastného na domě č.p. 34 naproti kostelu